# Kengo Ota
Kengo Ota (født 16. november 1995) er en japansk fodboldspiller, som spiller for den japanske fodboldklub Iwate Grulla Morioka.